# محمد دادکان

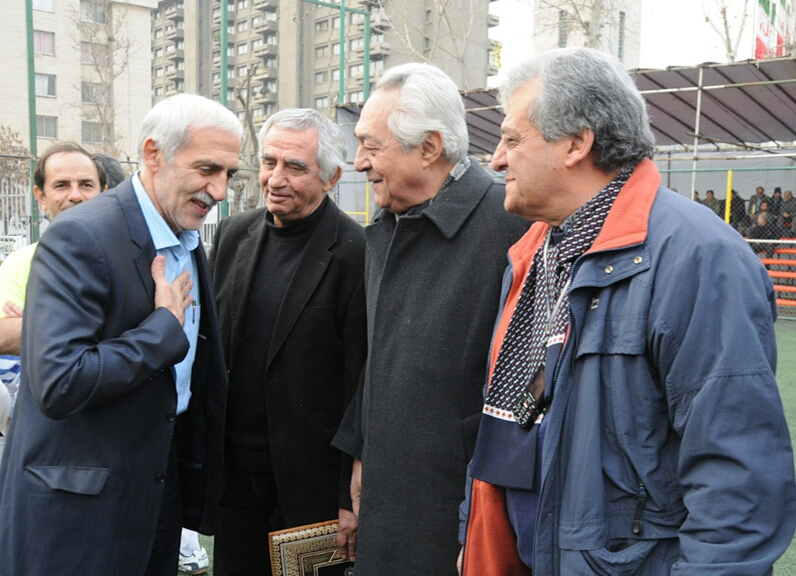
از راست: همایون بهزادی، فرامرز ظلی، مهدی مناجاتی و محمدحسین دادکان در ۲۰۱۲

محمدحسین دادکان (زادهٔ ۱۵ آبان ۱۳۳۳ در تهران) معروف به محمد دادکان، بازیکن بازنشستهٔ تیم ملی فوتبال ایران و همچنین رئیس پیشین فدراسیون فوتبال ایران است. او اکنون استاد گروه فیزیولوژی ورزشی، دانشکده تربیت بدنی و علوم ورزشی دانشگاه شهید بهشتی است. وی همچنین مشاور وزیر تعاون، کار و رفاه اجتماعی در امور ورزش نیز بوده است. در زمان مدیریت او بهترین وضعیت تیم ملی فوتبال ایران رقم خورد و ایران در رده‌بندی ۱۵ جهان قرار گرفت. وی فرزند «مصطفی دادکان» از لوطی‌های تهران در دورهٔ محمدرضا شاه پهلوی است. دادکان دارای مدرک لیسانس ادبیات فارسی از مجتمع آموزشی دانشگاه تهران و مدرک دکترای رشتهٔ فیزیولوژی ورزشی از دانشگاه تربیت مدرس است. وی معاون پیشین ورزش دانشگاه آزاد اسلامی نیز بوده است.

## سوابق مدیریتی - ورزشی
- مشاور وزارت تعاون، کار و رفاه اجتماعی ایران
- مشاور وزارت صنعت، معدن و تجارت ایران
- نایب رئیس فدراسیون فوتبال ایران
- رئیس سازمان لیگ فوتبال ایران
- رئیس فدراسیون فوتبال ایران
- رئیس بخش تربیت بدنی وزارت امور خارجهٔ ایران
- سرپرست تیم‌های فدراسیون ملی ورزش‌های دانشگاهی
- مدیر گروه تربیت بدنی دانشگاه آزاد اسلامی
- معاون ورزش و تربیت بدنی دانشگاه آزاد اسلامی
- عضو هیئت رئیسهٔ کنفدراسیون فوتبال آسیا
- عضو کمیتهٔ لیگ حرفه‌ای کنفدراسیون فوتبال آسیا

## سوابق ورزشی
دادکان به‌عنوان بازیکن، ۱۰۱ بار برای تیم پرسپولیس به میدان رفته است و در این مدت در پست مدافع ۲ گل برای تیمش به ثمر رسانده است. وی در طول بازیگری حتی یک کارت هم نگرفت. او در ۱۷ دی ۱۳۶۱ در بازی بین پرسپولیس تهران و استقلال تهران برای همیشه از بازیکنی فوتبال خداحافظی کرد.

## کارنامهٔ مدیریت
در ۲۲ شهریور ۱۳۸۱ با رأی قاطع اعضای مجمع فدراسیون فوتبال، محمدحسین دادکان به‌عنوان بیست و سومین رئیس فدراسیون فوتبال ایران انتخاب شد. از ۲۴ نفری که تاکنون ریاست این فدراسیون را برعهده داشته‌اند، دورهٔ ریاست او بر فدراسیون فوتبال (شهریور ۱۳۸۱ تا تیر ۱۳۸۵) یکی از پر سر و صداترین دوره‌های فدراسیون فوتبال ایران در طول تاریخ بوده است. دادکان با جذب حامی مالی و همچنین کمک‌های دوستان بازاری‌اش، وضع مالی فدراسیون فوتبال را سر و سامان بخشید. انتصاب همایون شاهرخی به عنوان سرمربی تیم ملّی یکی از اوّلین اقدامات او بود. او مقابل فشارهای رسانه‌ای در برابر این اقدام مقاومت کرد تا اینکه درنهایت با توصیه و فشار سازمان تربیت بدنی در پاییز ۱۳۸۳ برانکو ایوانکوویچ را دوباره به تیم ملّی بازگرداند. تیم ملّی در دورهٔ ریاست دادکان به راحتی به جام جهانی ۲۰۰۶ رفت و در جام ملت‌های آسیا ۲۰۰۴ نیز به مقام سوم رسید. دادکان در آن سال‌ها بسیاری از اوّلین‌ها را رقم زد که از جمله به صعود مستقیم و بدون دردسر تیم ملّی فوتبال ایران به جام جهانی ۲۰۰۶ آلمان و به‌دست آوردن بالاترین رتبهٔ ایران در رده‌بندی جهانی فیفا در طول تاریخ می‌توان اشاره کرد که در آن دوره، ایران تیم پانزدهم جهان بود. فدراسیون دادکان در آن سال‌ها شاهد آن بود که علی کریمی و مهدی مهدوی‌کیا به عنوان بهترین‌های آسیا انتخاب شدند و این اتفاق‌ها برای فوتبال ایران آخرین بود. دادکان در دوران مدیریت خود با برندهای مطرحی از جمله پوما و ایرانول برای تهیهٔ البسه و حامی مالی قرارداد امضا کرد.

## حاشیه‌ها و نظرها
- دادکان در مورد حذف تیم ملی امید از المپیک ۲۰۱۲ لندن گفت: من متأسفم که می‌گویند مهدی تاج خاک‌خوردهٔ فوتبال است. او کدام خاک را در کدام فوتبال خورده؟ خاک‌خوردهٔ فوتبال امثال مناجاتی‌ها هستند. اتفاقاً در این فدراسیون، کفاشیان از خیلی از همکارانش جلوتر است. او را آوردند وگرنه نمی‌خواست به فوتبال بیاید. آقای علی‌آبادی باید بیاید جواب مردم را بدهد. خیانتی که او به فوتبال کرد را هیچ‌کس نکرد! می‌خواست خودش رئیس فدراسیون شود فیفا نگذاشت، رفت کفاشیان را آورد تا خودش همه‌کاره باشد! ما نباید دنبال مقصر باشیم. مقصر سیاسیونی هستند که وجاهت ورزشی ندارند. بگذارید مردم حرف بزنند. البته این‌ها سیاسی نیستند، سیاهکار هستند![۴]
- دریافت نشان لیاقت از سید محمد خاتمی

در ۱۵ دی ۱۳۸۸ و در جریان حوادث پس از انتخابات ریاست جمهوری دهم، دادکان در برنامهٔ ۹۰ ضمن انتقاد از مدیریت محمد علی‌آبادی گفت:
من سه افتخار در ورزش دارم که خواسته‌ام روی سنگ قبر من هم بنویسند. اول کسب لوح لیاقت مدیریت از دست آقای خاتمی. دوم صعود تیم ملی به جام جهانی و سوم اخراج از فدراسیون فوتبال به دست محمد علی‌آبادی.
 این سخنان دادکان با توجه به شرایط ویژهٔ سال ۱۳۸۸ و اعتراض عمدهٔ اصلاح‌طلبان به نتایج انتخابات ریاست‌جمهوری، بازتاب زیادی در رسانه‌ها داشت.
- گزینهٔ احتمالی وزارت ورزش و جوانان

چند روز بعد از اتمام انتخابات ریاست‌جمهوری ۱۳۹۲ و پیروزی حسن روحانی، خبرگزاری‌های ایران از او و سعید فائقی و چند تن دیگر به عنوان اصلی‌ترین گزینه‌های تصدی وزارت ورزش و جوانان نام بردند. اما نهایتاً مسعود سلطانی‌فر به مجلس معرفی شد که نتوانست رأی اعتماد بگیرد. پس از سلطانی‌فر، سید رضا صالحی امیری، وزیر پیشنهادی بعدی نیز رأی اعتماد نگرفت. پس از رأی عدم اعتماد مجلس به صالحی امیری و معرفی محمد شریعتمداری به عنوان سرپرست وزارت ورزش و جوانان، از دادکان به عنوان یکی از گزینه‌های اصلی برای تصدی وزارت ورزش و جوانان یاد می‌شد که سرانجام به دلیل توصیهٔ برخی از نمایندگان مجلس به روحانی مبنی بر عدم رأی اعتماد به دادکان به‌جای او سجادی به‌عنوان وزیر پیشنهادی به مجلس معرفی شد که او نیز رأی اعتماد نگرفت و سرانجام محمود گودرزی وزیر ورزش و جوانان دولت یازدهم گردید.
- در مورد تحریم و مسئولان

وی در مصاحبه با ایسنا گفت:
وقتی من ضعف در کارم باشد، صحبت از تحریم می‌کنم. تحریم یعنی چه؟ شما فردی را به کار گرفته‌اید که لیاقت ندارد. فقط چون رفیق شماست، پست می‌گیرد. می‌گویند چرا نمی‌توانید درآمدزایی کنید، می‌گویند تحریم! تحریم معنایی ندارد. تحریم خود شما هستید، نه آمریکا! اگر درجه‌بندی کنیم باید بگوییم آمریکا در درجهٔ پنجم قرار دارد. درجهٔ اول خود شما هستید که وضع را به این‌جا رساندید. شما می‌گردید و ضعیف‌ترین آدم را سر کار می‌گذارید. یادگرفته‌ایم بگوییم اجنبی‌ها و خارجی‌ها و اسرائیل و آمریکا و انگلیس نمی‌گذاشتند. شما و برنامه‌تان جوانید. این را بدانید که دو چیز قوام هر کشور، حکومت و قومی است؛ عدالت و آزادی. دو چیز هم هر قومی را زمین می‌زند؛ دروغ و افراد نالایق.
- فساد سیستماتیک در حکومت

وی در مورد فساد و تبعیض در برنامهٔ دست‌خط گفت:
سهم مردم از این درآمدهای نفتی چیست؟ این پرسشی را اگر کسی بکند ضدانقلاب است؟ شما ببینید چند هزار شهید دادیم؟ ۴۰۰ هزار شهید دادیم که بخشی برای جنگ و بخشی در مسائل دیگر و در مدافعان حرم. حالا یک محاسبه‌ای انجام دهیم؛ از این ۴۰۰ هزار نفر کدام یک فرزندان مسئولین بودند؟ حالا پدر و مادر هستند اذن نمی‌دهند که بچه برود ولی رانت‌ها هم به این بچه ندهید. اجازه ندهید آن ادا و اطوارها را دربیاورد. چطور به او اجازه می‌دهید سر از کانادا و انگلیس و فرانسه و آمریکا دربیاورد. بچه من می‌رود کار یاد بگیرد تا به جامعه خدمت کند. همان خدمتی که شما کردید بچه شما هم می‌کند!
- جمهوری اسلامی هم رفتنی است.

وی در گفت‌وگویی با روزنامهٔ شرق گفت:
جمهوری اسلامی آمده ما را مسلمان کند؟ این‌ها هم مثل بقیه رفتنی هستند. در شرایطی نیستیم که بخواهیم به دنیا امر و نهی کنیم، ۴۵ سال مسیری را رفتیم، جوانی‌های مردم از دست رفت. دخترها و پسرها، هیچ چیزی ندارند، با چه امیدی فردایشان را سپری کنند؟ جامعه را برای مردم کوچک و تنگ کردیم. جوانی‌های مردم را از بین بردیم. اعتقادات را ضعیف کردید. شما ۴۰ مرکز فرهنگی ساختید؛ یک روز آمدید با خودتان بگویید این پول‌ها را برای چه دادید؟ همهٔ این‌هایی که الآن دارند با شما مقابله می‌کنند، محصول خودِ شما هستند. دهه‌هفتادی‌ها، دهه‌شصتی‌ها و دهه‌هشتادی‌ها. نودی‌ها را هم که دیدیم. شما موفّق نبودید. این مراکز را برای چه درست کردید؟ هزینه بدهید برای چه؟ قبل از انقلاب کدام‌یک از این مراکز بودند؟ بگذارید مردم آگاه بشوند. کدام‌یک از این مراکز بودند؟ هیچ‌کدام.

## دستاوردها و افتخارات
- مدیر برتر (جایزهٔ مدیر ورزشی سال) - همایش ملی چهره‌های ماندگار و تجلیل از مدیران برتر ۱۳۹۴
- استاد نمونهٔ دانشگاه شهید بهشتی ۱۳۹۰
- دریافت نشان ویژهٔ کنفدراسیون فوتبال آسیا به‌دلیل خدمات چندین ساله به فوتبال آسیا ۲۰۰۷
- نشان عالی دانشگاه شهید بهشتی ۱۳۸۴
- دریافت نشان لیاقت و مدیریت از رئیس‌جمهور سید محمد خاتمی ۱۳۸۴
- جایزهٔ مقالهٔ برتر در مرکز بین‌المللی ژائو هاولانژ ۲۰۰۴
- لوح تقدیر سازمان تربیت بدنی ۱۳۸۴